# Sierżant
Sierżant – stopień wojskowy stosowany także w niektórych innych formacjach zmilitaryzowanych, np. w policji. W polskim wojsku zaliczany do wyższych stopni podoficerskich, następujący bezpośrednio po plutonowym. Następny, wyższy stopień nosi nazwę starszy sierżant.

Amerykański sergeant

Naszywka sierżanta brytyjskiego

|  |

## Opis stopnia
Równorzędnym wobec sierżanta jest stopień bosmana w Marynarce Wojennej. Do lipca 1948 odpowiednikiem sierżanta w kawalerii był stopień wachmistrza, a do 5 lipca 1994 – stopień ogniomistrza w artylerii.
Obecnie odpowiednikiem stopnia sierżanta w straży pożarnej jest stopień ogniomistrza. W policji i straży więziennej stopień ten nosi nazwę odpowiednio sierżanta policji i sierżanta służby więziennej, natomiast w Straży Ochrony Kolei – przodownika.
W armiach NATO stopnie sierżanta (ang. sergeant, niem. Feldwebel, fr. sergent, hiszp. sargento) mają oznaczenie kodowe OR-5, OR-6 lub OR-7 (w Wojsku Polskim – OR-5).
W Wojsku Polskim stopień sierżanta wprowadził pierwszy w XVIII w. Jan Henryk Dąbrowski w swoich Legionach we Włoszech. Powtórnie wprowadzony w 1919.
W Siłach Zbrojnych II RP i w Polskich Siłach Zbrojnych na Zachodzie odpowiednikiem sierżanta były następujące stopnie wojskowe:
- wachmistrz[5] w jeździe/kawalerii[6] i żandarmerii, od 1933 – również w taborach[7];
- ogniomistrz[5] w artylerii;
- majster wojskowy w kategorii żołnierzy specjalistów służb technicznych od 1924[8].

W Siłach Zbrojnych PRL należał do grupy podoficerów starszych.

## Oznaczenia
Oznaką sierżanta w Wojsku Polskim, jest tzw. „krokiewka”, czyli rzymska cyfra pięć (inaczej mówiąc – litera „V”). Oznaki w kolorze srebrnym: na naramiennikach i otoku czapki jedna krokiewka; naramiennik obszyty matowosrebrną taśmą.
Podobnie wygląda to oznaczenie w Bundeswehrze, natomiast w innych armiach często oznacza się ten stopień trzema takimi „krokiewkami”, podczas gdy pojedyncza oznacza często żołnierza w stopniu równorzędnym do polskiego starszego szeregowego.
W myśl Przepisu Ubioru Polowego Wojsk Polskich r. 1919 na naramiennikach kurtki i płaszcza z tasiemki wełnianej karmazynowej szerokości 0,5 cm naszyte w poprzek naramiennika przeciętnie w połowie jego długości trzy paski w odległości 1 cm jeden od drugiego; oprócz tego cały naramiennik oszyty wzdłuż wolnej krawędzi takąż tasiemką. Oznaki stopnia zmieniano w dwudziestoleciu międzywojennym tak jak pokazują to grafiki.
Zgodnie z przepisami ubiorczymi żołnierzy Wojska Polskiego z 1972 roku sierżant nosił na przodzie otoku czapki garnizonowej haftowaną bajorkiem oznakę w kształcie litery „V” skierowaną kątem w dół, o ramionach długości 3,3 cm i szerokości 5 mm.
Naramiennik obszyty wokół taśmą szerokości 8 mm z wyjątkiem wszycia przy rękawie; na naramiennikach wewnątrz obszycia – znak w kształcie litery „V” (krokiewka). Rozwarcie ramion krokiewki w kierunku guzika naramiennika – pod kątem 60 st; odległość od wszycia rękawa do wierzchołka krokiewki 2 cm.
W Armii Księstwa Warszawskiego oznaką stopnia był 1 galon złoty.
W Legionach Polskich we Włoszech oznaką stopnia był 1 galon podszyty kolorem wyłogów.
W Wojsku polskim w okresie Sejmu Wielkiego i w wojsku Kościuszki oznaką stopnia były 3 galony na mankietach i 2 galony na kołnierzu.